# Коржев, Михаил Петрович
Михаил Петрович Коржев (5 ноября 1897 — 1 декабря 1986, Москва) — архитектор советского авангарда, один из основоположников советской ландшафтной архитектуры.

## Биография

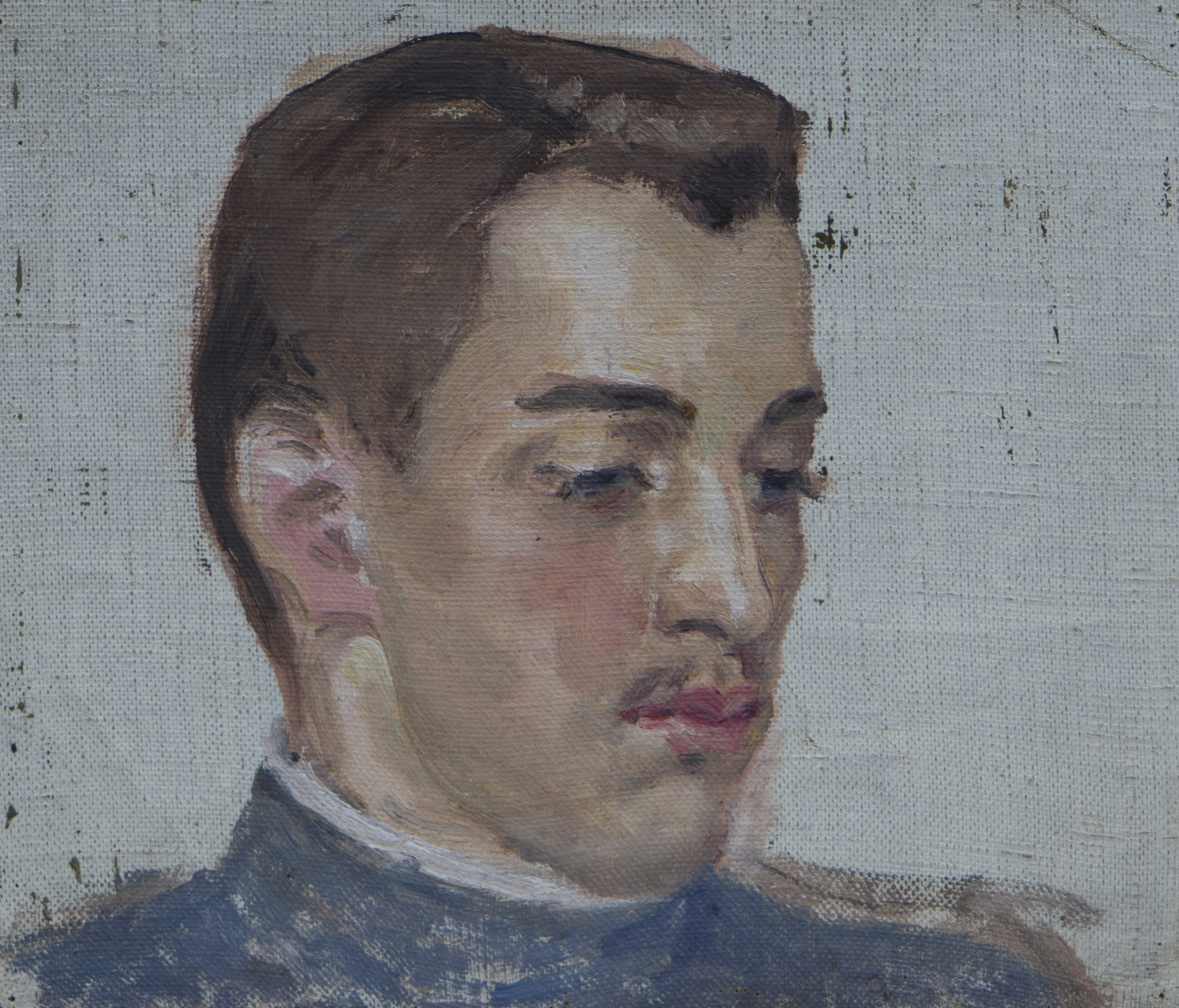
Коржев П. В. Портрет сына (Михаил Коржев), холст, масло, 25х23см

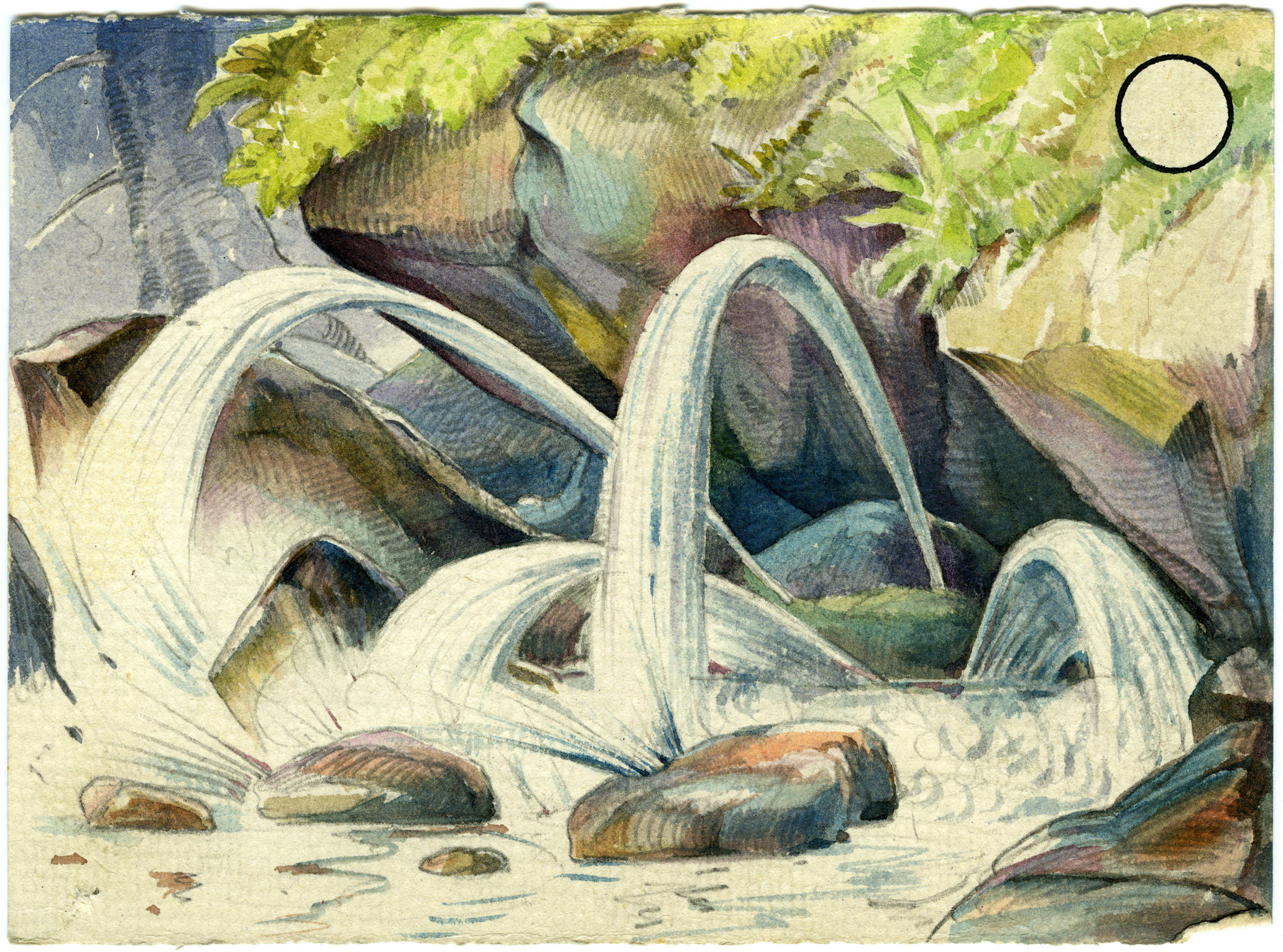
Korzhev M. Eskiz fontana

Окончив ВХУТЕМАС в 1926 году у профессора А. В. Щусева, Михаил Петрович вошел в состав мастерской озеленения при ГлавАПУ Мосгорисполкома. Проекты этого времени «Красный стадион», «Синтетический театр», «Дом промышленности» были высоко оценены современниками как достижения советской архитектуры и включены в многие профессиональные энциклопедические издания. М. П. Коржев принимал участие в проектировании парков в Воронеже, Саратове, Минске. Проект реставрации крупнейшего в Европе Измайловского парка потребовал от автора глубокого изучения и детальной проработки наследия в области русского садово-паркового искусства. После выхода из АСНОВА её основателя Н. А. Ладовского, возглавлял ассоциацию в 1928—1932 годах.
М. П. Коржев возглавлял сектор озеленения городов в институте градостроительства Академии архитектуры СССР, проводя огромную работу по обобщению опыта советского паркостроения. Итогом работы стало издание альбома «Парки СССР» и монографии «Озеленение советских городов».
Практически все бульвары, парки и прочие крупные памятники ландшафтной архитектуры в Москве (Центральный парк культуры и отдыха, Главный ботанический сад, Измайловский парк, Лефортовский парк, Водный партер в Химках, парковый ансамбль МГУ на Ленинских горах и др.) были созданы при участии Михаила Петровича Коржева, где он выступал либо как автор и куратор проектов, либо как эксперт и член жюри конкурсов. Михаил Петрович был одним из первых «зелёных архитекторов» Советского Союза, получив в профессиональных кругах звание «Дон Кихот ландшафтный».

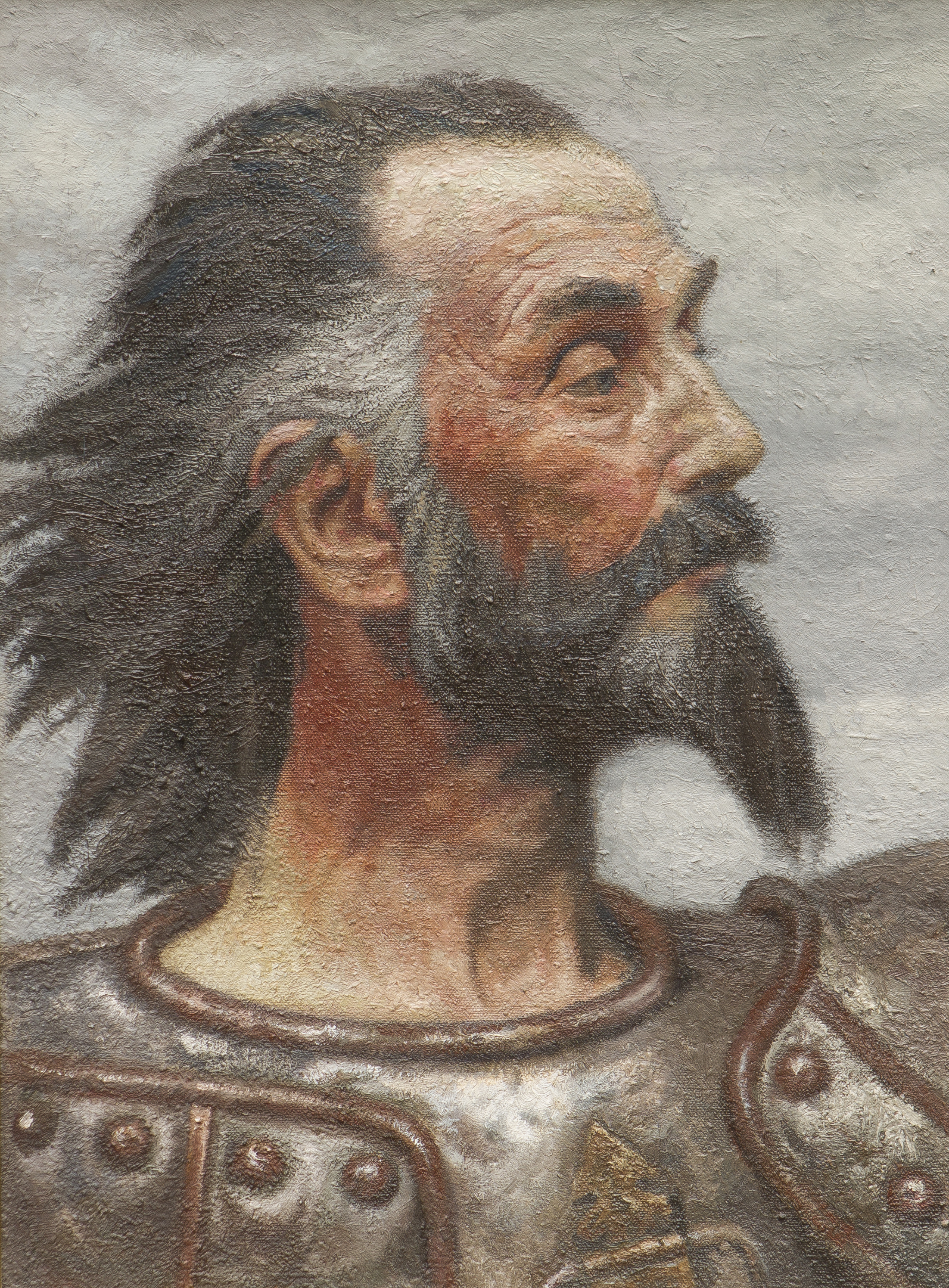
Гелий Коржев. Портрет Дон Кихота.1986. Холст, масло. 74х54 см

Свою научно-исследовательскую работу М. П. Коржев успешно совмещал с преподавательской деятельностью в области теории и практики садово-паркового искусства. Вместе со своими студентами в годы Великой Отечественной войны Михаил Петрович работал над оборонительной маскировкой столицы, а в послевоенные годы занимался восстановлением городских парков, скверов и бульваров, пострадавших в ходе вражеских бомбардировок.
Огромный вклад М. П. Коржев внес в изучение и обследование исторических приусадебных парков Подмосковья (Муромцево, Садки, Середниково, Салтыковка и др.). Более 80 исторических памятников были описаны Михаилом Петровичем и получили генеральные планы, что стало бесценным материалом для реставраторов.
М. П. Коржев оставил огромное творческое наследие: «Этюды по ландшафтной архитектуре», эссе, заметки, проектные предложения и множество новаторских идей.
Михаил Коржев скончался в Москве 1 декабря 1986 года, похоронен на Хованском кладбище (Центральная терр., уч. 87). Рядом с ним покоится супруга Серафима Михайловна Коржева (1896—1986) Здесь же похоронена внучка Коржева -Чувелева Ирина Гелиевна (1953 −2022)- художник по стеклу, декоратор, учредитель Фонда «Гелий Михайлович Коржев»

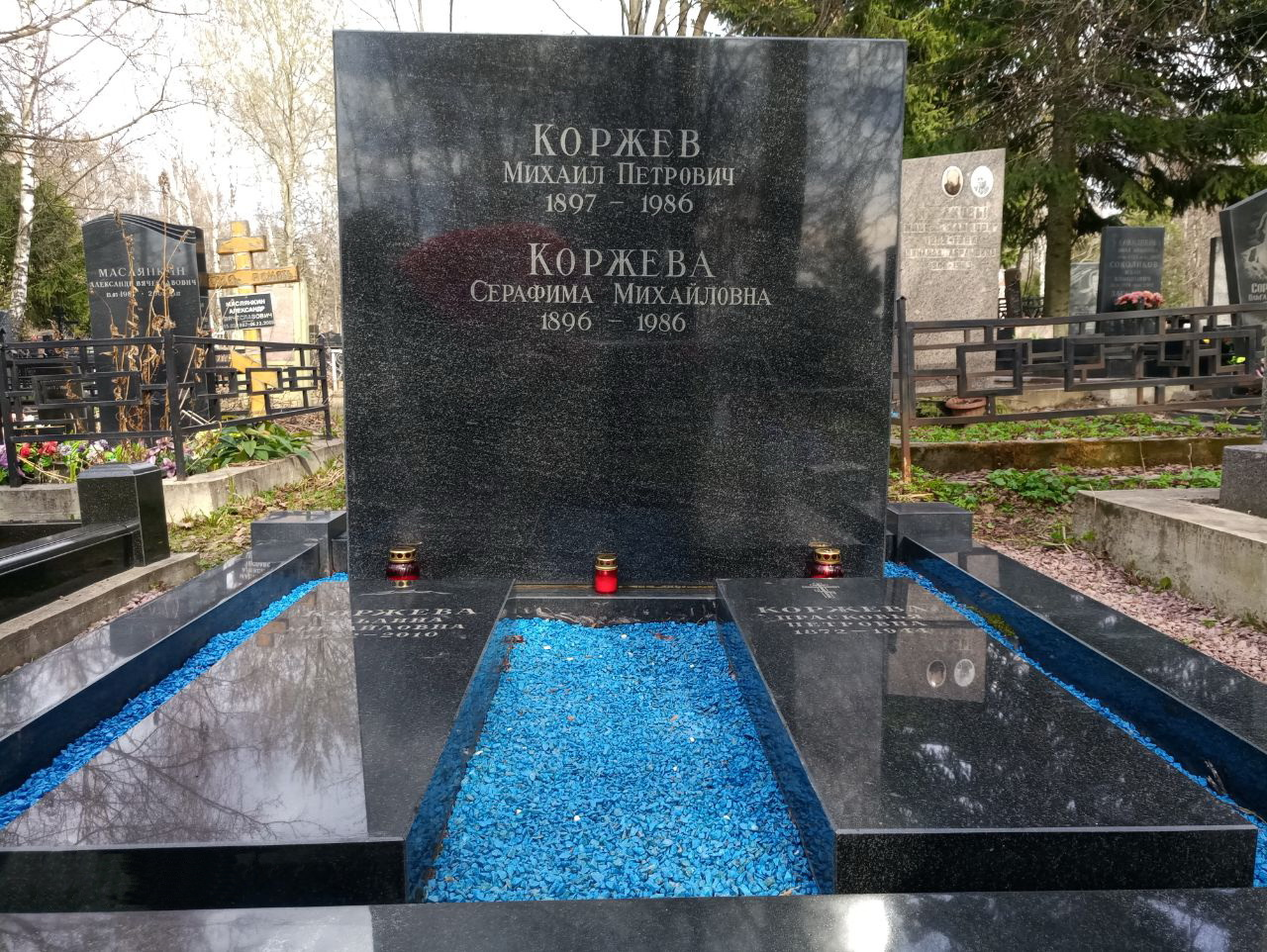
Могила Михаила Коржева на Хованском кладбище

### Семья
- Отец — Коржев Петр Васильевич (1867—1920)[3],
- Сын — Коржев Гелий Михайлович (1925—2012).
- Дочь — Коржева Ветта Михайловна (1931—2002) окончила экономический факультет МГУ с красным дипломом, работала экономистом в строительных трестах.
- Дочь — Коржева Эльдина Михайловна (1932—2011) окончила философский факультет МГУ с красным дипломом, работала в Институте социологии РАН.
- Внучка — Коржева Ирина Гелиевна (1953—2022).
- Внучка — Анастасия Гелиевна (1964 г.р.).
- Правнуки — Коржев Иван, Арсений Тишин, Пётр Тишин.

## Основные проекты и постройки
- Раздел «Старая и новая деревня» на Всероссийской сельскохозяйственной и кустарно-промышленной выставке в Москве (под руководством арх. А. М. Рухлядева), 1923 год.
- Конкурсный проект Международного Красного стадиона на Воробьевых горах в Москве (совместно со студ. М. А. Туркусом, И. В. Ламцовым, В. Н. Симбирцевым, А. Е. Аркиным, Г. Т. Крутиковым и другими), 1924 год.
- Дипломный проект — Международный Красный стадион в Москве, 1926 год.
- Малые архитектурные формы и праздничное оформление для Московского ЦПКиО (под руководством Л. М. Лисицкого, а затем К. С. Мельникова совместно с арх. Залесской Л. С., Прохоровой М. И., Кычаковым И. П., Коробовым А. С.), 1929—1932 годы.
- Конкурсный проект на павильон Торгпредства СССР в Страсбурге, Франция, 1929 год.
- Конкурсный проект на Дворец культуры Пролетарского района в Москве, 1-й тур (авторский коллектив АСНОВА в составе арх. Н. А. Быкова, Коржев М. П., Коробов А. С., Спасский Ю. К., Туркус М. А.), 1930 год.
- Конкурсный проект на Дворец культуры Пролетарского района в Москве, 2-й тур (совместно с арх. Крутиковым Г. Т.и Лопатиным С. А.), 1930 год.
- Конкурсный проект на Дом промыщленности в Москве (совместно с арх. Лисицким Л. М., Залесской Л. С. и Прохоровой М. И.), 1930 год.
- Конкурсный проект на здание Академии наук в Минске (совместно с арх. Залесской Л. С. и Прохоровой М. И.), 1930 год.
- Схема озеленения Сталинграда (в соавторстве с арх. Коробовым А. С.), 1931 год.
- Конкурсный проект на синтетический театр в Свердловске (совместно с арх. Залесской Л. С., Прохоровой М. И. и Туркусом М. А.), 1931 год.
- Саратовский ПКиО (совместно арх. Коробов А. С.), 1932 год.
- ПКиО в Минске (совместно с арх. Залесской Л. С., Прохоровой М. И., Розенбергом Л. Е.), 1932 год.
- Конкурсный проект ПКиО в Новосибирске, 1932 год.
- Сталинградский ПКиО (совместно с арх. Коробовым А. С.), 1932 год.
- ПКиО в Электростали (совместно с арх. Добрецовым В. И.), 1933 год.
- Парк в Воронеже (совместно с арх. Прохоровой М. И.), 1933 год
- Схема озеленения Саранского пеньково-джутового комбината, 1933 год.
- Генеральный план Измайловского ПКиО имени Сталина И. В. в Москве (в соавторстве с арх. Прохоровой М. И.), 1932—1948 годы.
- Проект парка на берегах Химкинского водохранилища, Москва, 1934 год.

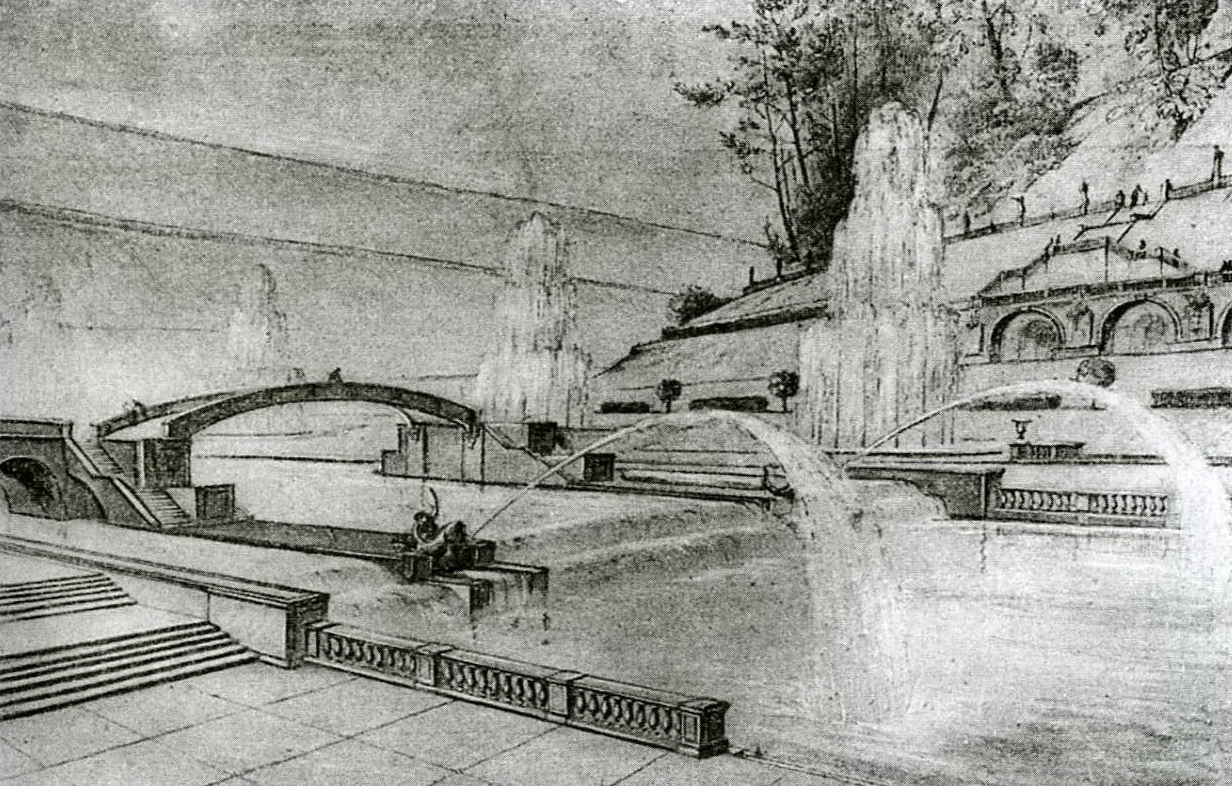
Korzhev M.П. Vodnyi parter. Водный партер Химкинское водохранилище

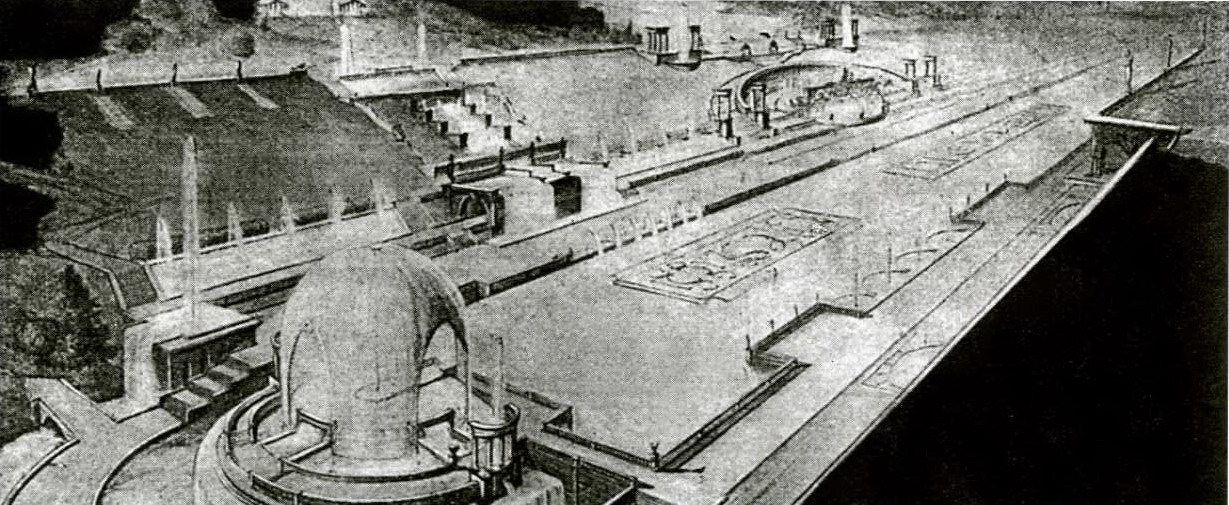
Korzhev M. Himki. Химкинское водохранилище

- Реконструкция Александровского сада в Москве. 1939 год.
- Сад Поспредства Украинской ССР, Москва, Леонтьевский пер., д.18, 1945 год.
- Благоустройство и озеленение территории на Петровке у кафе «Дружба» (от Кузнецкого моста до Пименского переулка), Москва, 1946 год.
- Сад Музея Изобразительных искусств имени А. С. Пушкина, Москва, ул. Волхонка, д.12, 1947 год.
- Сквер «Девичье поле» (в соавторстве с арх. Белозерским Б. В. и Чаплиной С. В.), Москва, 1948 год.
- Генеральный план Петровского парка на Ленинградском шоссе, Москва, 1948 год.
- Сад Музея А. С. Пушкина, Москва, ул. Пречистенка, д.12, 1948 год
- Схема озеленения в генеральном плане Москвы на 1950—1959 годы (в соавторстве с арх. В. И. Долгановым), 1949 год.
- Озеленение территории МГУ на Ленинских горах (в соавторстве с арх. Прохоровой М. И.), 1950—1953 годы.
- Генпланы Клязьминского лесопарка и Лосиноостровского лесного массива — экспериментальные посадки (совместно с инж. Пряхиным В. Д.), Москва, 1957—1960 годы.
- Генеральный план города-спутника Москвы — Зеленограда, схема озеленения (совместно с И. Е. Рожиным, И. А. Покровским и др.),1959 — 1960 годы.

### Основные публикации
- Каким будет Центральный парк культуры и отдыха. «Строительство Москвы», 1931 год, № 12 (в соавторстве с арх. Лунцем Л. Б.).
- Принципы организации парков культуры и отдыха (рукопись), Академия коммунального хозяйства, Москва, 1933 год (в соавторстве с арх. Лунцем Л. Б. и Прохоровой М. И.).
- Парк при Химкинском водохранилище. «Строительство Москвы», 1934 год, № 12, стр. 23-26.
- Воронежский парк культуры и отдыха, как тип овражного парка. «Планировка и строительство городов», 1934 год, № 6, стр. 25-30 (в соавторстве с арх. Прохоровой М. И.).
- Парк имени Сталина в Измайлове. «Архитектура СССР», 1935 год, № 10-11, стр. 51-54 (в соавторстве с арх. Прохоровой М. И.).
- Проектирование парка им. Сталина в Москве. «Планировка и строительство городов», 1935 год, № 6, стр. 19-23 (в соавторстве с арх. Прохоровой М. И.).
- Сборник «Проблемы садово-парковой архитектуры», Издательство Всесоюзной академии архитектуры, Москва 1936 год, 348 стр., председатель редакционной комиссии.
- Павловский парк. Сборник «Проблемы садово-парковой архитектуры», Издательство Всесоюзной академии архитектуры, Москва 1936 год, стр. 189—221.
- Парк ЦДКА Первомайского района. «Строительство Москвы», 1937 год, № 10 (в соавторстве с Прохоровой М. И.).
- Зелёное строительство в Москве. Издательство «Московский рабочий», Москва, 1938 год, стр. 69 (в соавторстве с арх. Долгановым В. И. и Прохоровой М. И.).
- Архитектура парков СССР. Издательство Академии архитектуры СССР, Москва, 1941 год (в соавторстве с арх. Прохоровой М. И.).
- Озеленение жилого квартала. Государственное издательство архитектуры и градостроительства, Москва, 1950 год (в соавторстве с арх. Чаус Е. П.).
- Озеленение зданий вьющимися растениями (вертикальное озеленение). Государственное издательство архитектуры и градостроительства, Москва, 1950 год, стр. 172 (в соавторстве с Базилевской Н. А., Прохоровой М. И., Матвеевым С. И., Пряхиным В. Д.).
- Озеленение советских городов (пособие по проектированию). Государственное издательство литературы по строительству и архитектуре, Москва, 1954 год, стр. 186.
- Садово-парковое искусство Румынии (в соавторстве с инж. Лунёвой З. С.). «Городское хозяйство Москвы», 1958 год, № 3, стр. 38-39.
- Москва. Планировка и застройка города. 1945—1958. руководитель раздела «Вопросы озеленения» Долганов В. И., соавторы, М. И. Прохорова, Ю. С. Гриневицкий. Госсторойиздат,1958 , 216 стр, стр. 157—214 (с иллюстр. и фото).
- Терминология в ландшафтном искусстве. Сборник «Ландшафтная архитектура», Москва, Государственное издательство литературы по строительству, архитектуре и строительным материалам, 1963 год, стр.193-202.
- Парки культуры и отдыха и исторические парки нашей страны (тезисы доклада). Материалы Всесоюзного совещания «Планировка, благоустройство и строительство парков культуры и отдыха», Москва, 1971 год, НИИ культуры Министерства культуры РСФСР, стр. 52-64.
- Из истории планировки первого советского парка. Сборник «Парк и отдых», НИИ культуры Минкультуры РСФСР, Москва, 1977 год, т.51, стр. 275—303.
- История планировки Измайловского парка культуры и отдыха. Сборник «Парк и отдых», НИИ культуры Минкультуры РСФСР, Москва, 1978 год, т.76, стр. 349—372.